# Маммиллярия побегоносная
Маммилля́рия побегоно́сная, или Маммилля́рия израста́ющая (лат. Mammillaria prolifera), — вид кактусов из рода Маммиллярия. Популярное комнатное растение.

## Название
Видовой эпитет научного названия вида происходит от латинских proles («отпрыск», «потомство») и fero («несу») — и связан с большим числом деток.
В синонимику вида входят следующие названия:
- Cactus glomeratus
- Cactus proliferus Mill. (1768)basionym[4]
- Chilita multiceps
- Chilita prolifera
- Ebnerella multiceps
- Ebnerella prolifera
- Mammillaria glomerata
- Mammillaria multiceps
- Mammillaria pusilla
- Neomammillaria prolifera (Mill.) Britton & Rose (1923)[4]

## Распространение

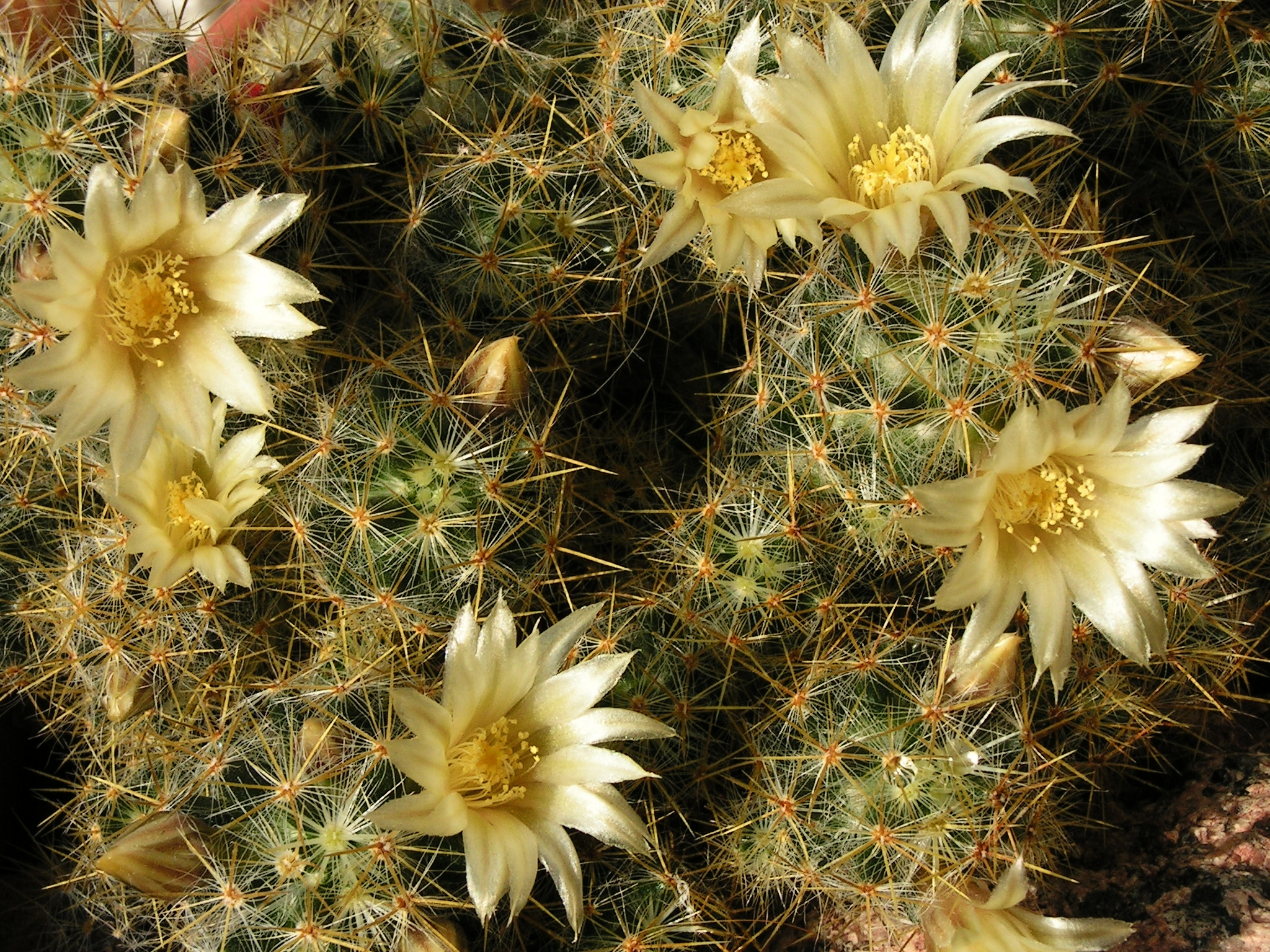
Цветущая маммиллярия побегоносная

Ареал вида охватывает северо-восток Мексики (штаты Коауила, Нуэво-Леон, Сан-Луис-Потоси, Тамаулипас), юго-восток США (штат Техас), Кубу, остров Гаити и некоторые другие острова Карибского моря. Растение встречается большей частью в сухих пустынях.

## Биологическое описание

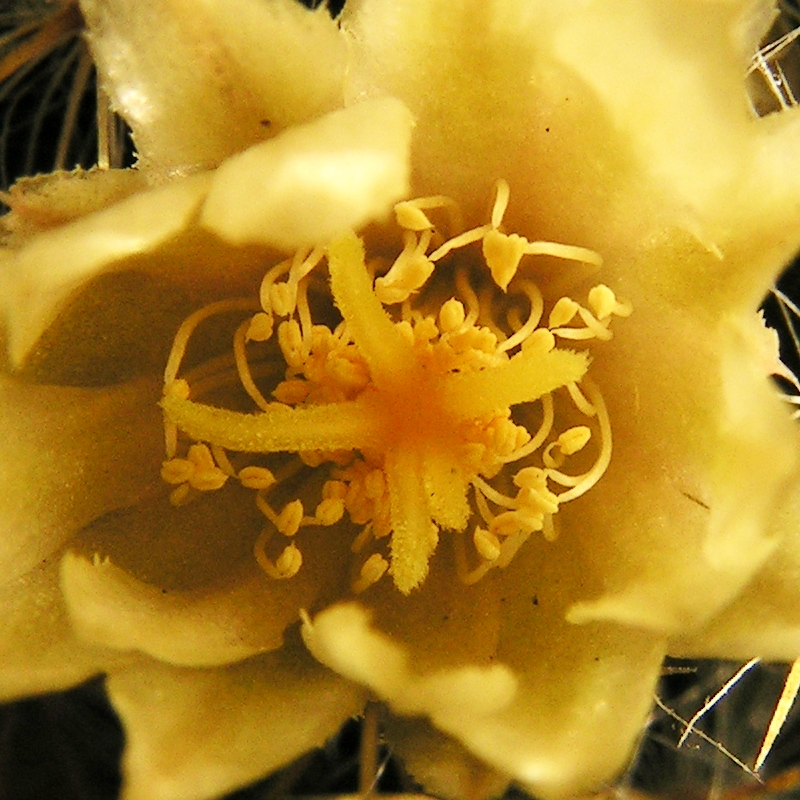
Центральная часть цветка крупным планом

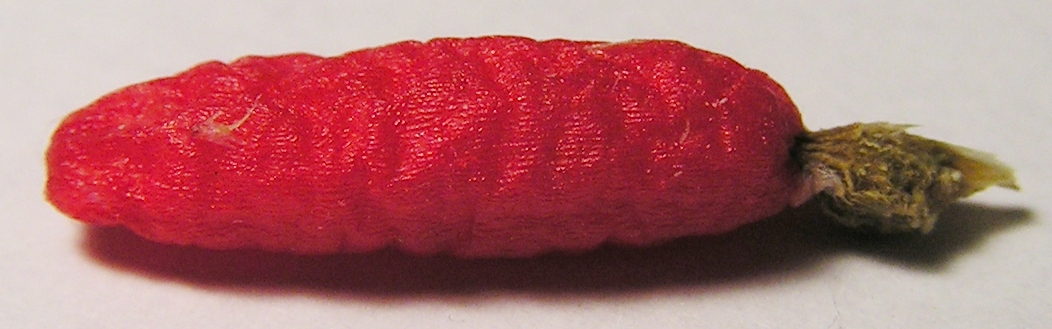
Плод крупным планом (его длина — около 15 мм)

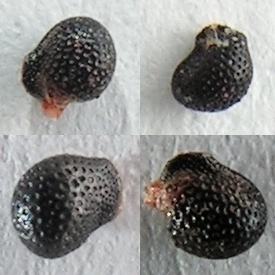
Семена крупным планом (длина семени — около 1 мм)

Стебель шаровидный или вытянутый, до 4 см в диаметре и до 6 см в высоту; тёмно-зелёный, сильно ветвится снизу и по сторонам, соседние побеги могут сцепляться. Сосочки (сильно разросшиеся листовые подножия) округлые, мягкие. Аксиллы (пазухи сосочков) слабо опушены, вверху стебля с белыми щетинками. Центральных колючек — от 5 до 9, они блестящие и жёлтые (коричневые), до 8 мм в длину. Радиальных колючек — до сорока, они тонкие и белые, в длину до 10 мм.
Цветки до 1,4 см длиной, кремово-жёлтые; в центре лепестков — розово-коричневая полоска. Как и у других представителей рода Маммиллярия, цветки и детки появляются в аксиллах (в отличие от большинства других кактусов). Цветение продолжается в течение двух-трёх месяцев в весенний период (иногда растение цветёт и зимой).
Для растений данного вида характерно самоопыление. Плоды сочные, ягодообразные, оранжево-красные, погружены в мякоть стебля и выходят наружу только после созревания, через значительное время после цветения. Поскольку ягоды остаются на растениях длительное время, на растениях можно наблюдать одновременно и цветки, и плоды.

## Культивирование
Благодаря своей неприхотливости и выносливости этот вид маммиллярии широко распространён как комнатное растение. В Европе растение известно с середины XVIII века.